# Lasioglossum glabriventre
Lasioglossum glabriventre là một loài Hymenoptera trong họ Halictidae. Loài này được Crawford mô tả khoa học lần đầu tiên vào năm 1907.